# Zelotes kuntzi
Zelotes kuntzi este o specie de păianjeni din genul Zelotes, familia Gnaphosidae, descrisă de Denis, 1953. Conform Catalogue of Life specia Zelotes kuntzi nu are subspecii cunoscute.